# Life Eternal
Life Eternal è il terzo EP della band Black metal norvegese Mayhem. Pubblicato in 3000 copie limitate in una scatola formato DVD dalla cooperazione della Saturnus Records, etichetta propria di Attila Csihar, e Season of Mist, il disco presenta cinque tracce di mediocre registrazione della sessione di De Mysteriis Dom Sathanas. Le tracce sono state registrate a Bergen durante la sessione vocale di Attila.

## Tracce
1. Cursed in Eternity – 5:07
2. Pagan fears – 6:17
3. Freezing Moon – 6:19
4. Funeral Fog – 5:48
5. Life Eternal – 6:51

## Formazione
- Attila Csihar - voce
- Euronymous - chitarra
- Count Grishnackh - basso
- Hellhammer - batteria
- Blackthorn - chitarra